# Fastentriodion

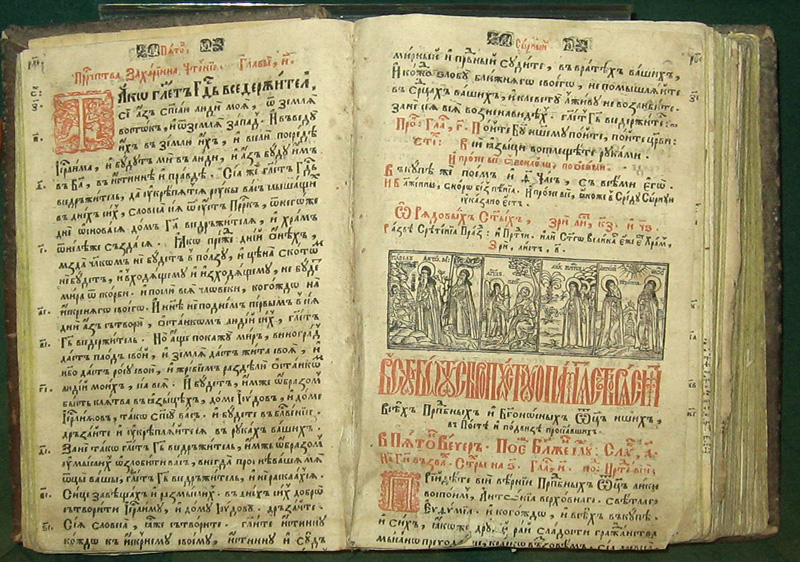
Fastentriodion, 1646

Das Fastentriodion (griechisch Τριῴδιον κατανυκτικόν, Triodion katanyktikon; kirchenslawisch Постнаѧ Трїωдь, Postnaja Triod) ist ein liturgisches Buch in den orthodoxen Kirchen. Es enthält die Gesänge des Kanons für die Große Fastenzeit vor Ostern und die Vorfastenzeit. Der Name Triodion kommt daher, dass der Kanon nicht wie gewöhnlich acht, sondern nur drei Oden enthält. 
Es werden gesungen
- Montag Ode I, VIII, IX
- Diebstag Ode II, VIII, IX
- Mittwoch Ode III, VIII, IX
- Donnerstag Ode IV, VIII, IX
- Freitag Ode V, VIII, IX
- Samstag Ode VI, VII, VIII, IX

Die Vorfasten- und Fastenzeit (vom Sonntag des Pharisäers und Zöllners, dritter Sonntag vor der Großen Fastenzeit, bis zum Karsamstag) wird deshalb auch als Zeit des Triodions (Триодь) bezeichnet.
In der darauffolgenden Osterzeit wird das Blumentriodion oder das Pentekostarion verwendet.

## Text
- Alexej Maltzew, Fasten- und Blumen-Triodion nebst den Sonntagsliedern des Oktoichos der Orthodox-Katholischen Kirche des Morgenlandes:slavisch und deutsch unter Berücksichtigung des griechischen Originaltextes, Berlin 1899 Digitalisat Neudruck 2005